# 包爾毛茲新城區

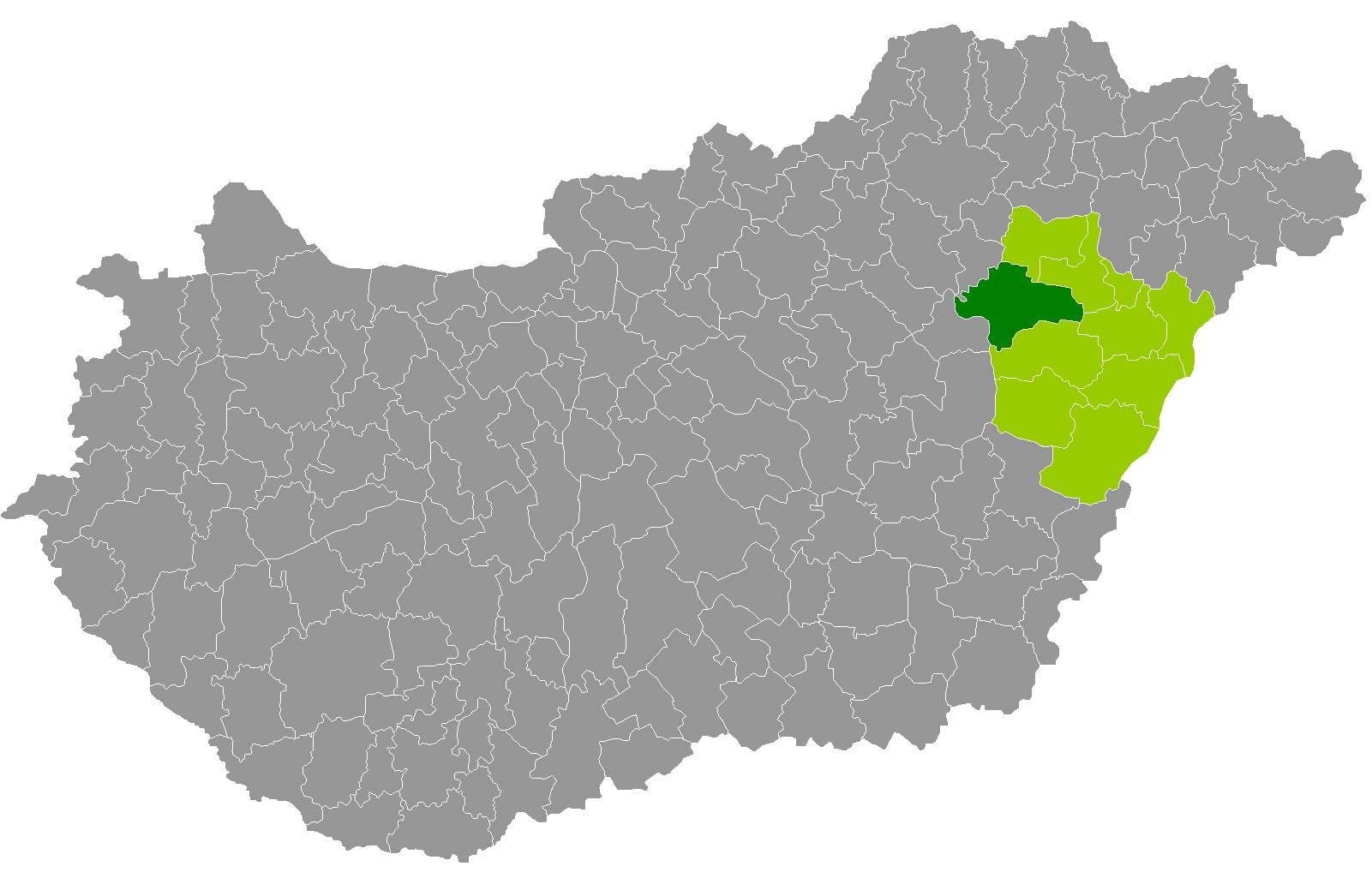

包爾毛茲新城區（匈牙利語：Balmazújvárosi járás），是匈牙利豪伊杜-比豪爾州的一個區，位於該國東部，区府設於包爾毛茲新城，面積827平方公里，2011年人口30,191，人口密度每平方公里36人。

## 市镇
包爾毛茲新城區包含两个城镇、一个大村和两个个村庄。